# Chris Morgan (calciatore 1976)
Christopher Morgan (Belfast, 11 gennaio 1976) è un ex calciatore nordirlandese, di ruolo attaccante.

## Carriera
Ha sempre giocato in Irlanda del Nord (suo paese natio), disputando anche alcune sfide di qualificazione alla Champions League (4) e all'allora Coppa UEFA (2).

## Palmarès

### Club

#### Competizioni nazionali
- Campionato nordirlandese: 5

Crusaders: 1996-1997
Linfield: 1999-2000, 2000-2001, 2003-2004
Glentoran: 2004-2005
- Irish Cup: 1

Linfield: 2001-2002

### Individuale
- Capocannoniere del campionato nordirlandese: 1[3]

2004-2005 (19 gol)